# جورج ثومالا
جورج ثومالا (بالألمانية: Georg Thomalla)‏ هو ممثل ألماني، ولد في 14 فبراير 1915 في بولندا، وتوفي في 25 أغسطس 1999 في ألمانيا.

## وصلات خارجية
- جورج ثومالا على موقع IMDb (الإنجليزية)
- جورج ثومالا على موقع مونزينجر (الألمانية)
- جورج ثومالا على موقع ألو سيني (الفرنسية)
- جورج ثومالا على موقع ميوزك برينز (الإنجليزية)
- جورج ثومالا على موقع أول موفي (الإنجليزية)
- جورج ثومالا على موقع قاعدة بيانات الأفلام السويدية (السويدية)
- جورج ثومالا على موقع ديسكوغز (الإنجليزية)
- جورج ثومالا على موقع قاعدة بيانات الفيلم (الإنجليزية)
- جورج ثومالا على موقع كينوبويسك (الروسية)